# Der Streit
Der Streit ist ein Kapitel der 1908 erschienenen Soziologie des Soziologen Georg Simmel. Das Kapitel, in dem sich Simmel mit sozialen Konflikten auseinandersetzt, wurde zu einem klassischen Text der Konfliktsoziologie.

## Simmels mikrosoziologischer Ansatz
Im Rahmen einer Typologie des „Streits“ ergänzt Simmel im 4. Kapitel seiner „Soziologie“ den makrosoziologischen Untersuchungsgegenstand der Organisationen (wie Parteien, Staaten, Familien und Zünfte) um die mikrosoziologischen Sozialformen der Interaktion zwischen Individuen und behandelt ihre jeweiligen sozialen Wirkungen. „Streit“ wird von Simmel allgemein als Herstellung einer Einheit aus Differenzen verstanden. Das Zustandekommen dieser Synthese ist unabhängig von den mehr oder weniger sozialschädlichen Intentionen der Akteure; ihr Zustandekommen entzieht sich kausaler Rationalität. Methodologisch zählt Simmels Ansatz also zu den frühen interaktionistischen Theorien; er basiert weder auf der Analyse der individuellen Handlungen noch der sozialen Großstrukturen oder Institutionen, sondern auf der Betrachtung der „Wechselwirkungsformen“ zwischen den Individuen (Simmel nimmt hier den Begriff der sozialen Interaktion vorweg) und der Eigendynamiken zwischen den beiden Ebenen.
Wenn jede soziale Wechselwirkung eine Vergesellschaftungsform ist, so muss laut Simmel auch der Kampf – „eine der lebhaftesten Wechselwirkungen unter Menschen“ – eine solche Form sein. Durch das Zusammenwirken von negativen und positiven Elementen wird der Streit sozial funktional. Das eigentlich „Dissoziierende“ (Trennende) sind hingegen die Ursachen und individuellen Motive des Kampfes wie Hass und Neid, Not und Begier. Diese – Simmel nennt sie den „Inhalt“ des Streits – sind nicht „an und für sich etwas Soziales“; sie werden es aber, indem sie die Menschen in „Wechselwirkungsformen“ bringen. Der Kampf als eine solche Form der Vergesellschaftung sei eine „Abhilfsbewegung gegen den auseinanderführenden Dualismus“ und diene, so wie die heftigsten Ausbrüche einer schweren Krankheit, lediglich der Genesung.
Der Kampf als Auflösung gegensätzlicher Spannungen habe in jeder Gesellschaft seine Daseinsberechtigung insoweit, als er ein adäquates Gegengewicht zu den vorhandenen „positiven Sozialkräften“ darstelle. Simmel findet positive Aspekte des Streits auch in der Rivalität, die sich vielleicht nicht aus der Perspektive des Einzelnen, jedoch insgesamt positiv auswirken kann. In seiner Typologie legt Simmel eine ausführliche Beschreibung verschiedener Streitphänomene vor. So zeichneten sich der Rechtsstreit durch seinen Fokus auf Sachlichkeit oder religiöse Konflikte durch Konkurrenzausschluss aus. In der Institution der Ehe hält ein verträgliches Quantum an Unstimmigkeiten das Band überhaupt zusammen. Im indischen Kastenwesen wirkt Feindschaft als Reproduktionsfaktor der bestehenden Gesellschaftsstruktur, sie dient hier zum einen der Abgrenzung, zum anderen als identitätsstiftendes Merkmal. Der Kampf gegen äußere oder innere Feinde (z. B. Häretiker) verstärkt den Zusammenschluss von Gruppen und wirkt zentralisierend.
Antagonismen spielen so eine „positive und integrierende Rolle“, indem sie die Struktur der Gesellschaft mit bilden und beeinflussen. Zu den Mechanismen der Konfliktlösung finden sich bei Simmel nur wenige Hinweise. Neben „Sieg“ (bzw. Niederlage) und „Kompromiss“ wird die Erschöpfung der Konfliktparteien als eine Möglichkeit der Beendigung des Streits angedeutet. Gegen Abschluss seiner Betrachtung rekurriert Simmel auf individualpsychologische „Stimmung(en) der Seele“ wie „Versöhnlichkeit“ bzw. „Unversöhnlichkeit“, die darüber entscheiden, ob die „Bitterkeit des Kampfes“ vergessen oder verdrängt wird oder unvergessen bleibt.

## Der Konkurrenzkampf
Als zentrales Beispiel behandelt Simmel den Typus des Konkurrenzkampfes. Die Konkurrenz habe eine „ungeheure vergesellschaftende Wirkung“; sie zwinge den „Bewerber, der einen Mitbewerber neben sich hat und häufig erst hierdurch eigentlicher Bewerber wird, dem Umworbenen entgegen- und nahezukommen, sich ihm zu verbinden“, um Brücken zu schlagen (z. B. zum Kunden), freilich oft „um den Preis der persönlichen Würde und des sachlichen Werts der Produktion“. Die Konkurrenz zwischen den Produzenten bewirke die „höchsten geistigen Leistungen“, aber auch die Unterordnung der Leitenden unter die „Instinkte oder Launen der Massen“. So spiele die Konkurrenz eine wichtige Funktion für die „Synthesis der Gesellschaft“.
Simmel untersucht im Fortgang seiner Arbeit auch Mechanismen und Institutionen der freiwilligen oder zwangsweisen Begrenzung der Konkurrenz wie Zünfte, Kartelle, Recht und Moral, sozialistische Planwirtschaft (soweit man sie sich seinerzeit vorstellen konnte) und religiöse Gemeinschaften. Mitglieder religiöser Gemeinschaften treten nicht in direkte Konkurrenz zueinander, sondern „wetteifern“ um das Seelenheil, das jedoch prinzipiell allen zuteilwerden kann. Durch den religiösen Eifer einzelner Menschen werden also keine anderen aus der Glaubensgemeinschaft ausgeschlossen. Ähnliches gilt für das Streben nach künstlerischen, spielerischen oder sportlichen Höchstleistungen.

## Fortwirkung

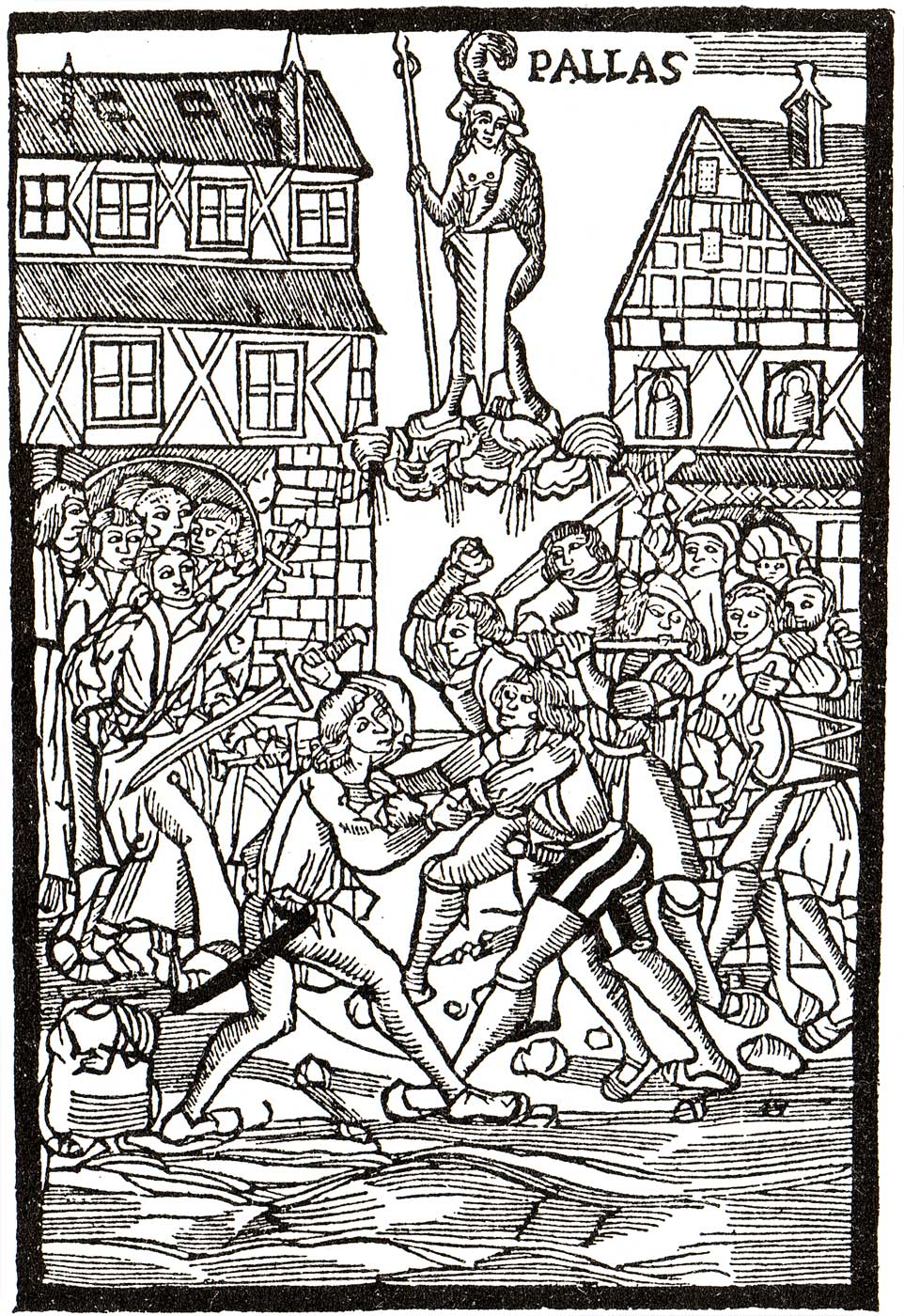
Zerstörerische Konflikte mit langfristig ruinösen Folgen werden von Simmel nicht analysiert: Das tolle Jahr von Erfurt (1509/10)

Wirksam wurde Simmels Ansatz 1956 in den USA von Lewis A. Coser wieder aufgenommen und theoretisch entfaltet (The Functions of Social Conflict). Auch der von Norbert Elias analysierte Königsmechanismus – der Zwang zur Prestigekonkurrenz innerhalb der französischen Aristokratie als sozialintegratives, die Konkurrenz begrenzendes Instrument absolutistischer Herrschaft – wird von Simmel gedanklich vorbereitet; er kann als Sonderfall des Simmelschen Prinzips des Konkurrenz vieler um die Gunst des einen interpretiert werden. Mit Niklas Luhmann wiederum verbindet Simmel nicht nur eine funktionale und differenztheoretische Analyse von Konflikten, sondern auch die sozialkonstruktivistische Perspektive.
Doch bleibt die Frage offen, wie die oft flüchtigen Vergesellschaftungsformen, die im Konflikt entstehen, dauerhaft strukturbildend wirken können. So kann Der Streit als Ausdruck einer „impressionistischen“ Sozialphilosophie betrachtet werden, worauf schon 1907 der Kunsthistoriker Richard Hamann mit Blick auf Simmels Philosophie des Geldes und neuerdings David Frisby verwiesen haben. Wichtig ist nicht das Zuständliche, sondern das Bewegte, Flüchtige, sind beispielsweise die unzähligen Beziehungsmöglichkeiten der Großstadt, die genügend Anlässe wie auch einen idealen Schauplatz für Streit und Einigungsversuche ergeben.